# アドバンテッジリスクマネジメント
株式会社アドバンテッジリスクマネジメント (Advantage Risk Management Co., Ltd. (ARM) ) は、東京都目黒区に本社を置く、団体長期障害所得補償保険 (GLTD) 、従業員支援プログラム（メンタルヘルスケア、EAP）首位の人事ソリューション企業。障害者採用支援のための求人広告サイトも展開し、EQによる人材教育事業に参入。最近は、エンゲージメント領域やフィジカル領域にもサービスを投入し、健康経営プラットフォームの実現を目指している。

## 沿革
- 1999年3月1日 - 設立
- 2004年7月 - 障害者に特化した人材紹介事業「アドバンテッジキャリア」を開始
- 2006年12月13日 - 大阪証券取引所ヘラクレス（現・東京証券取引所JASDAQ）に上場
- 2007年10月 - （株）フォーサイトの株式を取得し完全子会社化
- 2008年3月 - （株）ライフバランスマネジメントを完全子会社化
- 2009年10月 - （株）フォーサイト及び（株）ライフバランスマネジメントを吸収合併
- 2010年7月 - （株）イー･キュー･ジャパンより「EQ理論」を軸とした企業の組織・人材開発、教育研修事業の譲受
- 2010年10月 - （社）日本経済団体連合会に加盟
- 2011年1月 - 障害者採用支援のための求人広告サイト「アドバンテッジキャリアプラス」を開始
- 2017年3月16日 - 東京証券取引所第2部に市場変更
- 2017年12月7日 - 東京証券取引所第1部に指定替え
- 2023年10月20日 - 東京証券取引所スタンダード市場へ市場変更

## 主な事業
- 就業障害者支援事業
- メンタルヘルスケア事業
- リスクファイナンス事業
- 人材採用・教育事業